# CEIP Pompeu Fabra (Vilanova i la Geltrú)
El CEIP Pompeu Fabra és un centre educatiu de Vilanova i la Geltrú (Garraf). L'edifici és una obra protegida com a Bé Cultural d'Interès Local.

## Edifici
Es tracta d'un edifici aïllat amb patis al voltant de planta gairebé rectangular. Consta d'un cos central i dos cossos laterals. Té un semi-soterrani i la planta baixa està aixecada respecte del carrer. Té dues plantes pis i sota-coberta. S'entra a l'interior per dos accessos centrals des de les façanes longitudinals que donen al vestíbul a través de dos pòrtics. Les plantes s'organitzen a partir del vestíbul amb dues escales laterals i un passadís longitudinal que separa les aules -orientades a sud- de la resta de dependències.
Els forjats són de bigues de ferro i revoltó ceràmic. Al soterrani trobem voltes rebaixades, mentre que al vestíbul hi ha voltes de quatre punts molt rebaixades. Els porxos tenen columnes i arcs de mig punt. A sota coberta hi ha jàsseres i bigues de ferro.
Les façanes es componen simètricament i amb obertures sobre eixos verticals. Trobem bandes horitzontals remarcant sòcol i cantoneres. Les obertures del semi-soterrani són d'arc rebaixat i la resta tenen llindes, a excepció dels dos pòrtics d'accés i de les dues plantes pis de la façana posterior del cos central. La façana principal té els paraments dels cossos laterals cecs. Hi ha dues obertures amb frontó triangular. El cos d'accés posterior té un pòrtic i un balcó superior amb balustrada. Una cornisa perimetral fa de coronament.